# 段进
段进（1960年12月—），江苏南京人，中国城乡规划学家，东南大学教授。2019年当选为中国科学院院士。

## 生平
1982年、1985年先后获天津大学建筑系建筑学学士、硕士学位。1992年获比利时鲁汶大学、东南大学联合培养工学博士。